# Келли, Дональд
Дональд Р. Келли (Donald R. Kelley; 17 февраля 1931, Элджин — 24 августа 2023, Нью-Брансуик, Нью-Джерси) — американский историк, историк идей, историограф; специалист по европейской интеллектуальной истории и истории права, «языку, праву и истории во французском Возрождении». Доктор философии (1962), эмерит-профессор Ратгерского университета, член Американского философского общества (1995) и Американской академии искусств и наук.
Окончил Гарвард (бакалавр, 1953). В 1953-55 гг. служил в армии — в военной полиции в Германии. После чего поступил в аспирантуру Колумбийского университета, став доктором философии в 1962 году. Уже со студенческих лет его главным исследовательским интересом стала европейская интеллектуальная история — начиная с ранней современной Франции, которой он посвятил несколько книг. Также историограф. Преподавал в ряде университетов, в частности в Гарварде, стал именным профессором (James Westfall Thompson Professor) истории Ратгерского университета, ныне эмерит. Являлся стипендиатом Фулбрайта и дважды — Гуггенхайма (1974, 1981).
На протяжении двадцати лет редактировал Journal of the History of Ideas. Автор «Faces of History» (1999), «Fortunes of History» (2013).
Женат на Бонни Смит, также историке; трое детей.